# Xestia xanthostaxis
Xestia xanthostaxis là một loài bướm đêm trong họ Noctuidae.